# John de Jong
John de Jong (ur. 8 marca 1977 w Hadze) – piłkarz holenderski grający na pozycji ofensywnego pomocnika.

## Kariera klubowa
De Jong pochodzi z Hagi, a jego pierwszym klubem był tamtejszy amatorski zespół Wilhelmus Haga. Natomiast w 1995 znalazł się w pierwszym składzie FC Den Haag i 19 sierpnia zadebiutował w Eerste divisie meczem z SC Cambuur. W Den Haag grał przez 2,5 sezonu, ale nie zdołał wywalczyć awansu do Eredivisie i zimą 1998 przeszedł do pierwszoligowego FC Utrecht. W Utrechcie wywalczył miejsce w podstawowej jedenastce i osiągnął życiową formę stając się jednym z lepszych środkowych pomocników ligi.
Latem 2000 de Jong za blisko równowartość 3,8 miliona euro przeszedł do PSV Eindhoven. Pierwszy sezon w klubie z Eindhoven był dla de Jonga udany. Wywalczył z PSV mistrzostwo Holandii, a niedługo potem także i superpuchar. W sezonie 2001/2002 wystąpił w Lidze Mistrzów, ale na sezon 2002/2003 został wypożyczony z PSV do SC Heerenveen. Co prawda zajął z tym zespołem 7. miejsce w lidze, ale zdobył 9 bramek odzyskując formę sprzed 2 lat i latem 2003 wrócił do Eindhoven. W PSV przez sezon również błyszczał mając pewne miejsce na środku pomocy i strzelił 8 goli, ale drużyna ta nie obroniła mistrzostwa kraju. W sezonie 2004/2005 de Jong stracił miejsce w zespole prowadzonym przez Guusa Hiddinka i był tylko rezerwowym. Zdołał jednak zdobyć 5 goli w 15 meczach i zostać drugi raz w karierze mistrzem kraju. Z czasem jednak de Jong zaczynał przeżywać prawdziwy dramat. Przez dwa sezony (2005/2006 oraz 2006/2007) nie wystąpił w żadnym oficjalnym meczu PSV ciągle lecząc kontuzje kolana oraz łydki. W sezonie 2006/2007 zagrał 5 spotkań w rezerwach, a rozmowy z Ronaldem Koemanem dały rezultat nowego kontraktu.
Z powodu ciągnącej się walki z kontuzją kolana de Jong dnia 26 lutego 2008 zakończył sportową karierę.
| Sezon   | Klub          | Kraj     | Rozgrywki            | Mecze | Bramki |
| ------- | ------------- | -------- | -------------------- | ----- | ------ |
| 1995/96 | FC Den Haag   | Holandia | Eerste divisie       | 30    | 6      |
| 1996/97 | ADO Den Haag  | Holandia | Eerste divisie       | 24    | 4      |
| 1997/98 | ADO Den Haag  | Holandia | Eerste divisie       | 15    | 9      |
| 1997/98 | FC Utrecht    | Holandia | Eredivisie           | 14    | 3      |
| 1998/99 | FC Utrecht    | Holandia | Eredivisie           | 33    | 8      |
| 1999/00 | FC Utrecht    | Holandia | Eredivisie           | 24    | 5      |
| 2000/01 | PSV Eindhoven | Holandia | Eredivisie           | 28    | 3      |
| 2001/02 | FC Utrecht    | Holandia | Eredivisie           | 20    | 2      |
| 2002/03 | SC Heerenveen | Holandia | Eredivisie           | 26    | 9      |
| 2003/04 | PSV Eindhoven | Holandia | Eredivisie           | 29    | 8      |
| 2004/05 | PSV Eindhoven | Holandia | Eredivisie           | 15    | 5      |
| 2005/06 | PSV Eindhoven | Holandia | Eredivisie           | 0     | 0      |
| 2006/07 | PSV Eindhoven | Holandia | Eredivisie           | 0     | 0      |
|         |               |          | Łącznie w Eredivisie | 189   | 43     |

## Kariera reprezentacyjna
W swojej karierze de Jong zaliczył występy w młodzieżowej reprezentacji Holandii U-21. W lutym 2001 de Jong został powołany przez selekcjonera Louisa van Gaala do pierwszej reprezentacji na mecz z Turcją (0:0), jednak cały mecz przesiedział na ławce rezerwowych. Więcej powołań do pierwszej reprezentacji John nie otrzymał.